# Рыжий (фильм)
«Ры́жий» — российский художественный фильм режиссёра Семёна Серзина о поэте Борисе Рыжем с Евгением Алёхиным в главной роли. Фестивальная премьера состоялась в 2023 году. 12 сентября 2024 года картина должна была выйти в театральный прокат, но ей отказали в выдаче прокатного удостоверения.

## Сюжет
Действие происходит в конце 1990-х годов. Главный герой — молодой екатеринбургский поэт Борис Рыжий, который, по словам одного из рецензентов, «получает литературные премии, ездит на трамваях, пьёт водку и просто болтается по миру». Параллельно развивается сюжетная линия друга Рыжего по имени Рома, который берёт деньги в долг у мафии, а потом идёт на всевозможные ухищрения, чтобы вернуть их.

## В ролях
- Евгений Алёхин — Борис Рыжий
- Таисия Вилкова — Ирина, жена Бориса
- Евгений Серзин — Олег
- Евгений Ткачук — Рома
- Олег Рязанцев — Дима
- Евгенний Санников — Саша
- Захар Карякин — Артём, сын Бориса и Ирины
- Михаил Самочко — Борис Петрович, отец Бориса
- Тамара Зимина — Маргарита Михайловна, мать Бориса
- Олег Васильков — Анголец
- Олег Гаркуша — Евгений Евтушенко
- Александр Ильин — Егор Летов

## Создание и оценки
Работу над фильмом о поэте Борисе Рыжем режиссёр Семён Серзин начал в 2021 году. Главную роль получил писатель и музыкант Евгений Алёхин. Премьера состоялась на фестивале актуального российского кино «Маяк» в октябре 2023 года. В театральный прокат лента должна была выйти 12 сентября 2024 года, но ей отказали в выдаче прокатного удостоверения, причём причины отказа в Министерстве культуры не уточнялись. Критик Иван Афанасьев увидел в этом «очень субъективную цензуру кого-то, кто выдает эти самые прокатные удостоверения».
Сам режиссёр охарактеризовал картину как «антибайопик».
Ещё до отменённой премьеры фильм показали критикам на спецпоказах для прессы, и он получил исключительно положительные отзывы. О нём писали: «Аккуратный байопик о нежной душе поэта» (Анастасия Гусева, Фильм.ру), «несомненно, новый уровень для Семена Серзина» (Сусанна Альперина, «Российская газета»), «Неожиданный и при этом снайперски точный выбор актера на роль „лишнего поэта“» (Лариса Малюкова, «Новая газета»), «фильм-ощущение, способный передать не только очарование эстетики городских окраин, но и сам дух поэзии Рыжего» (Павел Пугачёв, «Кинопоиск»).